# جامع الهواء
جامع الهواء، جامع في تونس ببنائه الأميرة عَطْف، زوجة السلطان الحفصي أبو زكرياء الأول، في عهد ابنها السلطان أبي عبد الله محمد المستنصر في أواسط القرن القرن السابع الهجري(القرن الثالث عشر الميلادي). كان يسمى في العهد الحفصي باسم جامع التوفيق، وهو يوجد حاليًا بنهج جامع الهواء بالمدينة العتيقة - تونس العاصمة.

## معرض صور

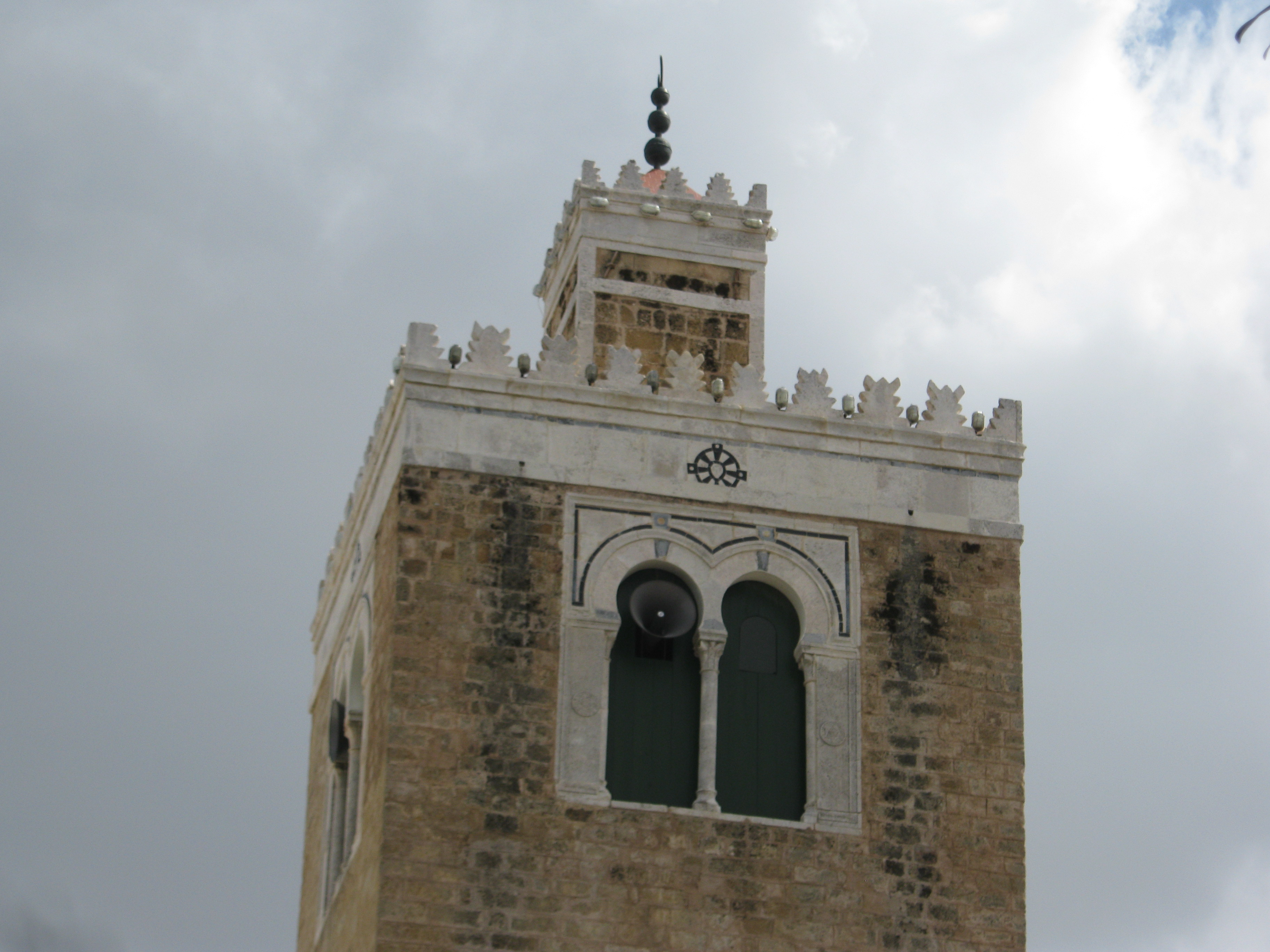
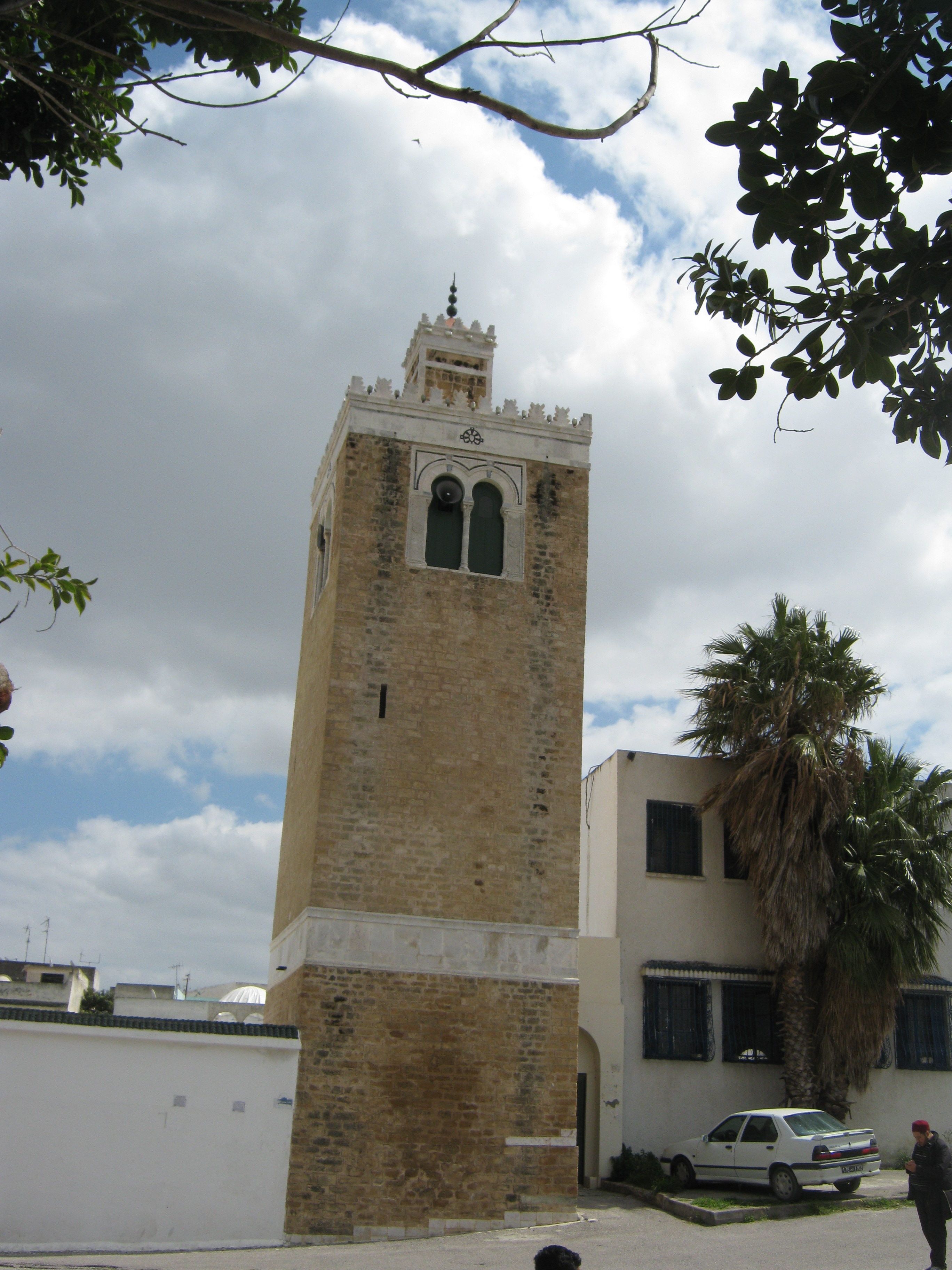
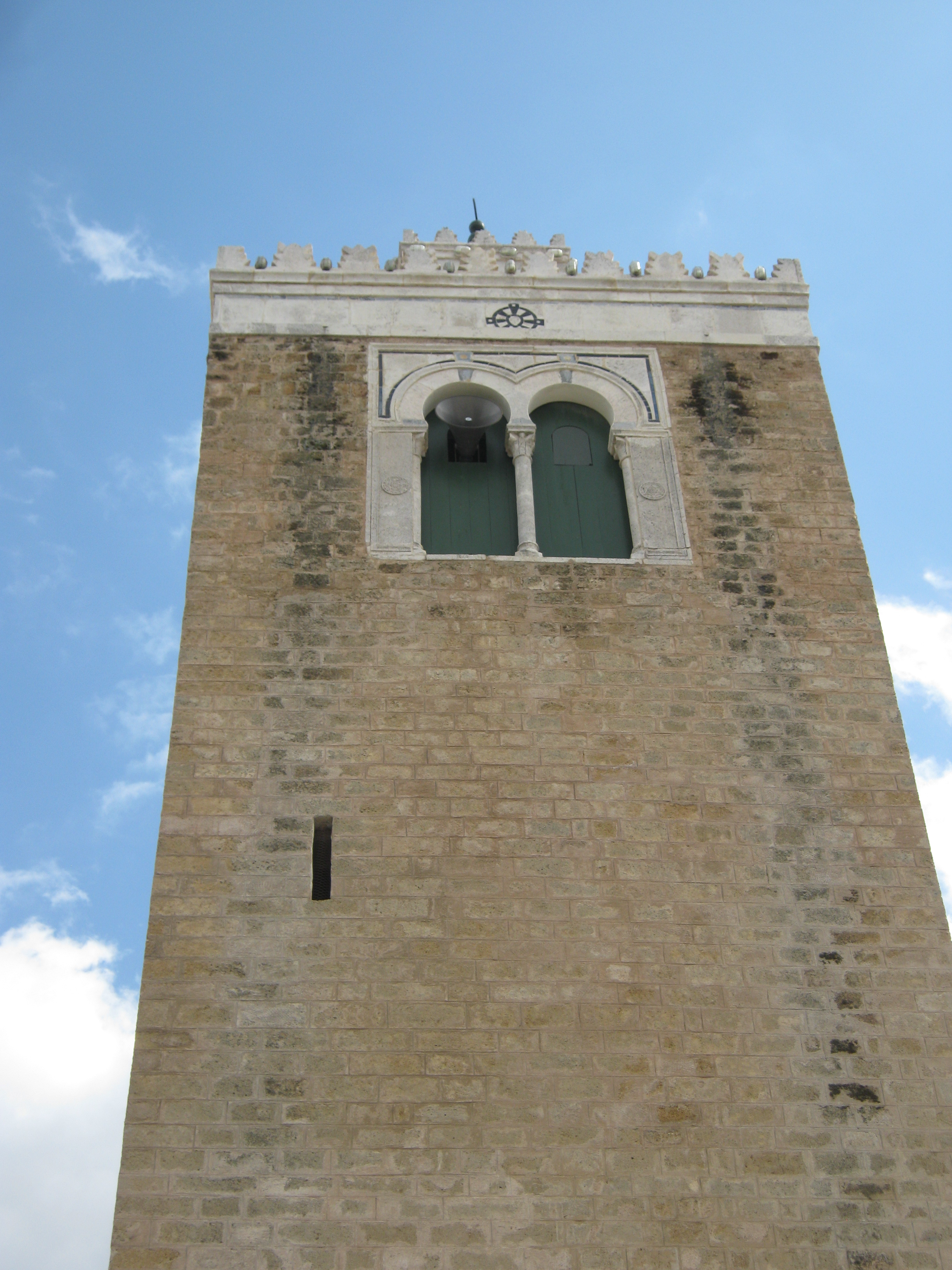